# Vassilis Charalampopoulos
Vassilis Charalampopoulos (en griego, Βασίλης Χαραλαμπόπουλος, Marusi, 6 de enero de 1997) es un baloncestista griego que pertenece a la plantilla del Türk Telekom B.K. de la BSL turca. Con 2,04 metros de estatura, juega en la posición de alero.

## Trayectoria deportiva

### Profesional
Comenzó su carrera en el Egaleo B.C. con 14 años, en la tercera categoría del baloncesto griego, dando el salto a la A1 Ethniki en 2012, al fichar por el Panathinaikos BC por cuatro temporadas. En las cuatro temporadas que lleva en el equipo ha promediado 4,1 puntos, 2,8 rebotes y 1,0 asistencias por partido.
En 25 de junio de 2016 renovó por ocho temporada más con el Panathinaikos.
El 1 de agosto de 2021, firma por el Reyer Venezia Mestre de la Lega Basket Serie A italiana.
El 30 de noviembre de 2021, firma por el Fortitudo Bologna de la Lega Basket Serie A italiana.
El 17 de julio de 2022 fichó por el Victoria Libertas Pesaro, también de la Lega Basket Serie A.
El 13 de julio de 2023 fichó por el Dinamo Sassari, también de la Lega Basket Serie A italiana.
El 26 de junio de 2024 fichó por el Türk Telekom de la Basketbol Süper Ligi (BSL) de Turquía.

### Selección nacional
Charalampopoulos es un fijo en la selección griega desde las categorías inferiores, habiendo ganado medallas en campeonatos europeos sub-16, sub-18 y sub-20. En el Europeo Sub-18 de 2015 ganó la medalla de oro, y además fue elegido mejor jugador del torneo, tras promediar 16,6 puntos y 8,1 rebotes por partido.
En 2016 fue finalmente convocado por la selección absoluta para disputar el Preolímpico para asistir a los Juegos Olímpicos de Río de Janeiro, donde finalmente no lograron la clasificación.
Entre julio y agosto de 2024 fue parte de la selección absoluta de Grecia, que disputó los Juegos Olímpicos de París, finalizando en octava posición.